# Hoplophthiracarus hamatus
Hoplophthiracarus hamatus är en kvalsterart som först beskrevs av Hammer 1973.  Hoplophthiracarus hamatus ingår i släktet Hoplophthiracarus och familjen Phthiracaridae. Inga underarter finns listade i Catalogue of Life.